# Arctia hepialoides
Arctia hepialoides là một loài bướm đêm thuộc phân họ Arctiinae, họ Erebidae.